# 永田逸郎
永田 逸郎（ながた いつろう、1909年 - ）は、日本の翻訳家、アフリカ問題研究家。
愛知県岡崎生まれ。1931年東京外国語大学フランス語科卒。1963-69年アフリカ、主としてカメルーンに滞在。

## 翻訳
- レオポルド・ステルン『恋愛参謀本部』先進社　1932
- フランシス・カルコ『をんな一匹』春秋書房　1933
- フランシス・カルコ『モンマルトル・カルティエ・ラタン 芸術放浪記』春秋書房　1933
- アンドレ・ペルジゥ『近代文学の精神』藤村哲郎共訳　春秋書房　1934
- ピエール・マッコルラン『地の果を行く』第一書房　1936
- ピエール・マッコルラン『女騎士エルザ 他二篇』フランス現代小説　第一書房　1936
- ジャック・シャルドンヌ『祝婚歌』青木書店　1939
- ジャン・ジオノ「山の畑」『エヌ・エル・エフ小説集』青木書店　1940
- シャルモンヌ『情熱の凱歌』鱒書房　1940
- ジャン・ヂオノ『牧羊神』三学書房　1941
- クロワッセ『マラッカの女』育生社弘道閣・新日本圏叢書 1941
- ポール・ウエンツ『珊瑚の苑』牧書房　1942
- アンリ・パルマンティエ『アンコール遺址群』育生社弘道閣　1943
- 『口をきくカポックの木 アフリカ民話集』訳編　みすず書房　1976

## 参考
- 『口をきくカポックの木 アフリカ民話集』訳者紹介